# 김민기 (음반)
《김민기》는 대한민국의 가수 김민기의 첫 번째 정규 음반이다. 1971년 처음 발매된 후 1987년, 1990년, 2007년 재 발매되었다. 한국대중음악 100대 명반에서 3위(154점, 35명 추천)로 선정되었다. 대표곡 〈친구〉, 〈아침이슬〉 등 창작곡 외에, 외국 곡에 직접 가사를 붙인 〈저 부는 바람〉을 함께 실었다. 한국 대중음악사의 대표적인 명반이자 한국 포크 음악의 진정한 남상(濫觴)으로 손꼽힌다.

## 수록곡

### 수록곡 목록
| #  | 제목                    | 작사   | 작곡   | 재생 시간 |
| -- | ----------------------- | ------ | ------ | --------- |
| 1. | 〈친구〉                | 김민기 | 김민기 | 3:12      |
| 2. | 〈아하 누가 그렇게...〉 | 김민기 | 김민기 | 2:49      |
| 3. | 〈바람과 나〉           | 한대수 | 한대수 | 3:11      |
| 4. | 〈저 부는 바람〉        | 김민기 | 외국곡 | 2:04      |
| 5. | 〈꽃피우는 아이〉       | 김민기 | 김민기 | 3:13      |

| #             | 제목             | 작사          | 작곡          | 재생 시간 |
| ------------- | ---------------- | ------------- | ------------- | --------- |
| 1.            | 〈길〉           | 김민기        | 김민기        | 2:54      |
| 2.            | 〈아침이슬〉     | 김민기        | 김민기        | 3:28      |
| 3.            | 〈그날〉         | 김민기        | 김민기        | 3:09      |
| 4.            | 〈종이연〉       | 김민기        | 김민기        | 4:57      |
| 5.            | 〈눈길(경음악)〉 |               | 김민기        | 3:33      |
| 총 재생 시간: | 총 재생 시간:    | 총 재생 시간: | 총 재생 시간: | 18:01     |

### 수록곡 설명
- Side A 5번 트랙 〈꽃피는 아이〉는 1971년 발매판에 수록되었다가 1987년 재발매 음반에는 제외되었다. 대신 건전가요 아! 대한민국이 수록되었다. 1990년 재발매판에 다시 수록되었다.
- Side B 2번 트랙 〈아침이슬〉은 1975년 공연윤리위원회(現 영상물등급위원회)에서 금지곡으로 지정하였다. 1988년 해제되었다.
- SIde B 4번 트랙 〈종이연〉의 원제목은 〈혼혈아〉였으나, 심의에 의해 〈종이연〉으로 변경하였다. 《김민기 2집》에 〈혼혈아〉로 재수록되었다.[1]
- Side B 5번 트랙 〈눈길〉은 1971년 발매판에 수록 되었다가 1987년 재발매 음반에는 제외되었다. 1990년 재발매판에 다시 수록되었다.